# Czujka pożarowa
Czujka pożarowa – element detekcyjny automatycznego systemu sygnalizacji pożaru (SSP). Czujka pożarowa reaguje na charakterystyczne zjawiska fizyczne lub chemiczne występujące w procesie rozwijania się pożaru. Czujki są wyspecjalizowane w wykrywaniu charakterystycznych zjawisk towarzyszących pożarom. W momencie wykrycia zagrożenia czujka pożarowa wysyła sygnał alarmu do centrali systemu SSP.
Wyróżniamy czujki pożarowe:
- punktowe – optyczne i jonizacyjne
- liniowe – składające się z nadajnika oraz lustra znajdującego się na przeciwległej ścianie pomieszczenia
- zasysające – stosowane w pomieszczeniach o dużej wysokości (magazyny wysokiego składowania, szyby windowe) lub w pomieszczeniach gdzie czujka punktowa nie może zostać zainstalowana zgodnie z wytycznymi producenta lub przepisami[1]

Czujki pożarowe ze względu na ich budowę, rodzaj oraz zastosowanie dzieli się na:
- czujki dymu
- czujki płomienia
- czujki temperatury.